# Bündelpfeiler

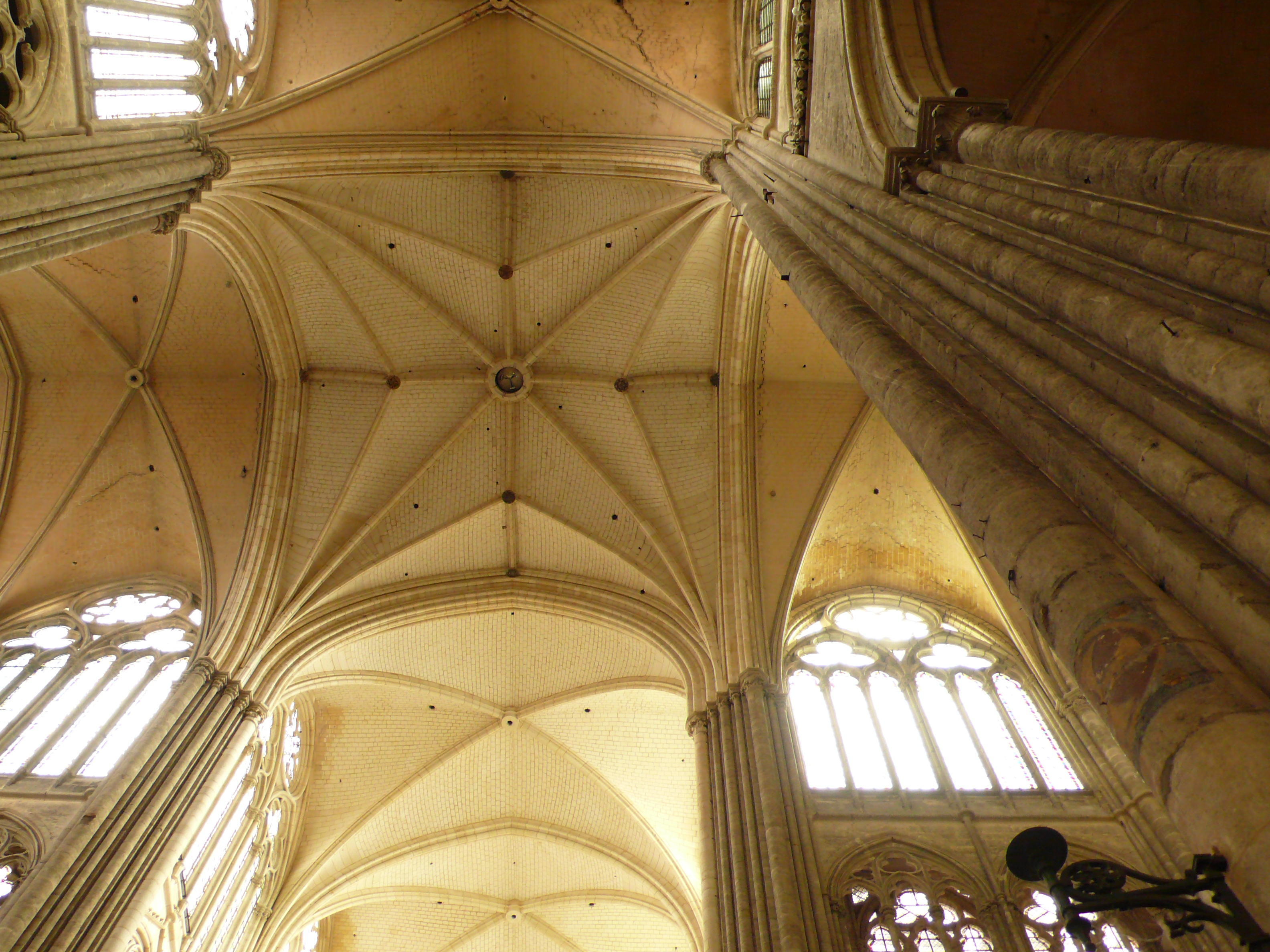
Vierung der Kathedrale von Amiens, Bündelpfeiler aus rechtwinklig begrenztem Kern (Kreuzpfeiler) mit anliegenden Rundprofilen

Ein Bündelpfeiler (engl. compound pier, bundle pier, franz. pilier en faisceau) ist in der spätromanischen und gotischen Architektur Form der Stütze mit oder ohne Kapitelle, bei der diese scheinbar aus mehreren Rundstäben zusammengesetzt ist.

## Geschichte und Konstruktion
Bündelpfeiler sind untrennbar mit der Entwicklung des Rippengewölbes verbunden, denn die Last jeder Gewölberippe sowie deren Schubkräfte werden (scheinbar) von einem ihr zugeordneten Dienst aufgenommen und nach unten abgeleitet. In der Zeit der Rippengewölbe wurden allerdings vereinzelt auch Kreuzgratgewölbe errichtet, deren Grate von Rundstäben gestützt werden. Ein Bündelpfeiler ist rundum mit Diensten besetzt. In der Hochgotik konnten die Dienste so eng gestellt sein, dass der eigentliche „Pfeilerkern“ kaum noch zu erkennen ist. Dieser Pfeilerkern kann zwischen den Diensten auch durch Hohlkehlen ausgetieft sein. In der Hochgotik nimmt die Anzahl der Bogenprofile und Gewölberippen zu – und damit auch die der Dienste, die auch dünner werden. Mit dem Rückgang der Gliederung von Wand und Bogen in der Spätgotik vermindert sich die Zahl der Dienste, die jetzt wellenförmig miteinander verschmelzen.

Galerie
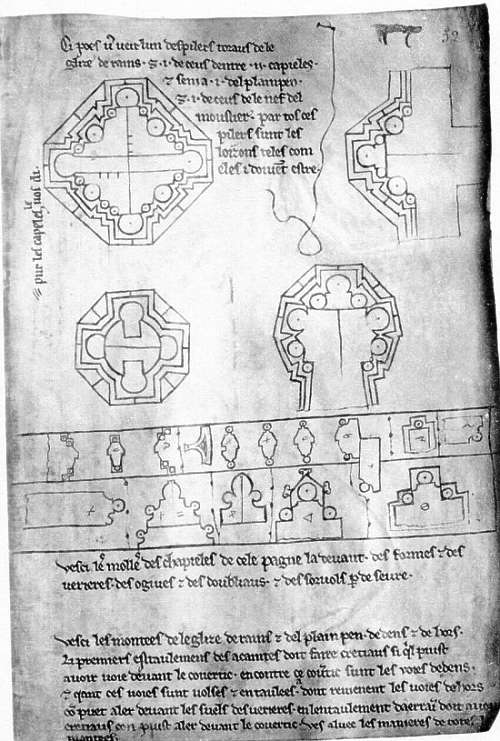
Grundrissskizzen zu Bündelpfeiler-Profilen im Skizzenbuch des Villard de Honnecourt (frühes 13. Jahrhundert)
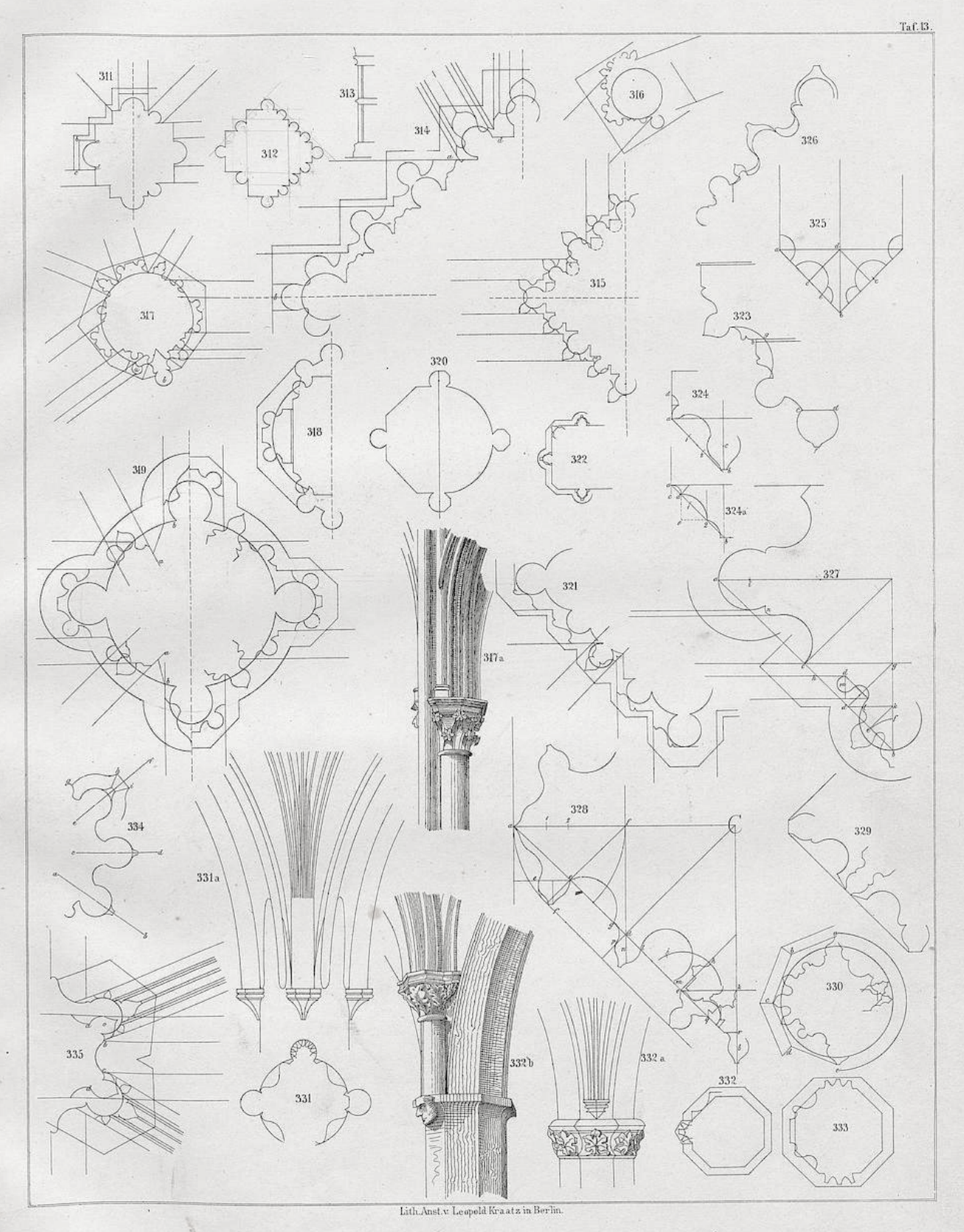
Grundrisse und Profile gotischer Bündelpfeiler nach Georg Gottlob Ungewitter (Lehrbuch 1880)
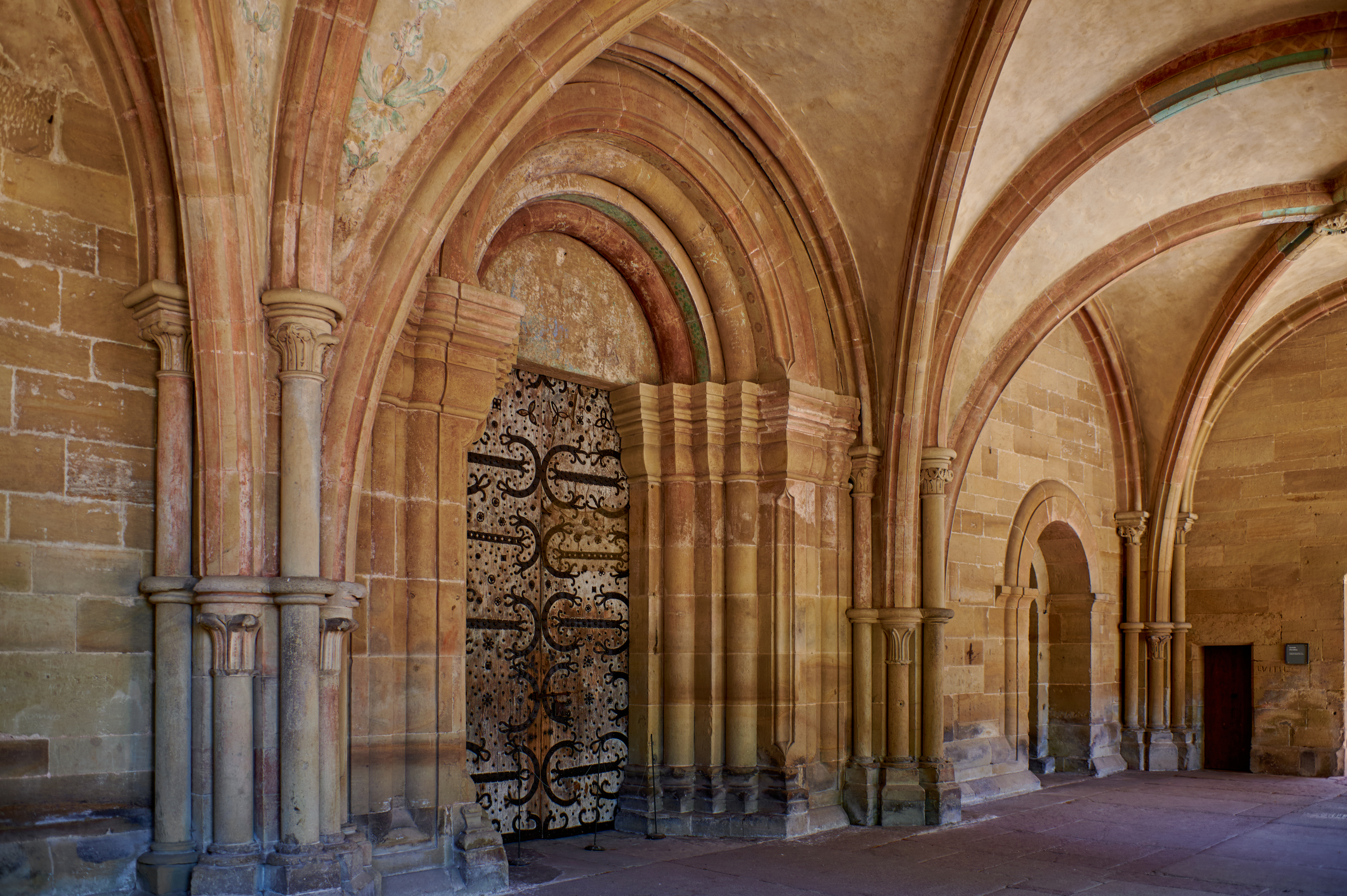
Frühgotische Bündelpfeiler (Vorhalle des Klosters Maulbronn)
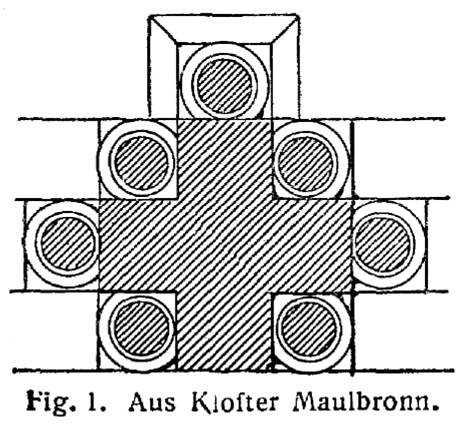
Grundriss eines Bündelpfeilers (Fenster der Vorhalle von Kloster Maulbronn)
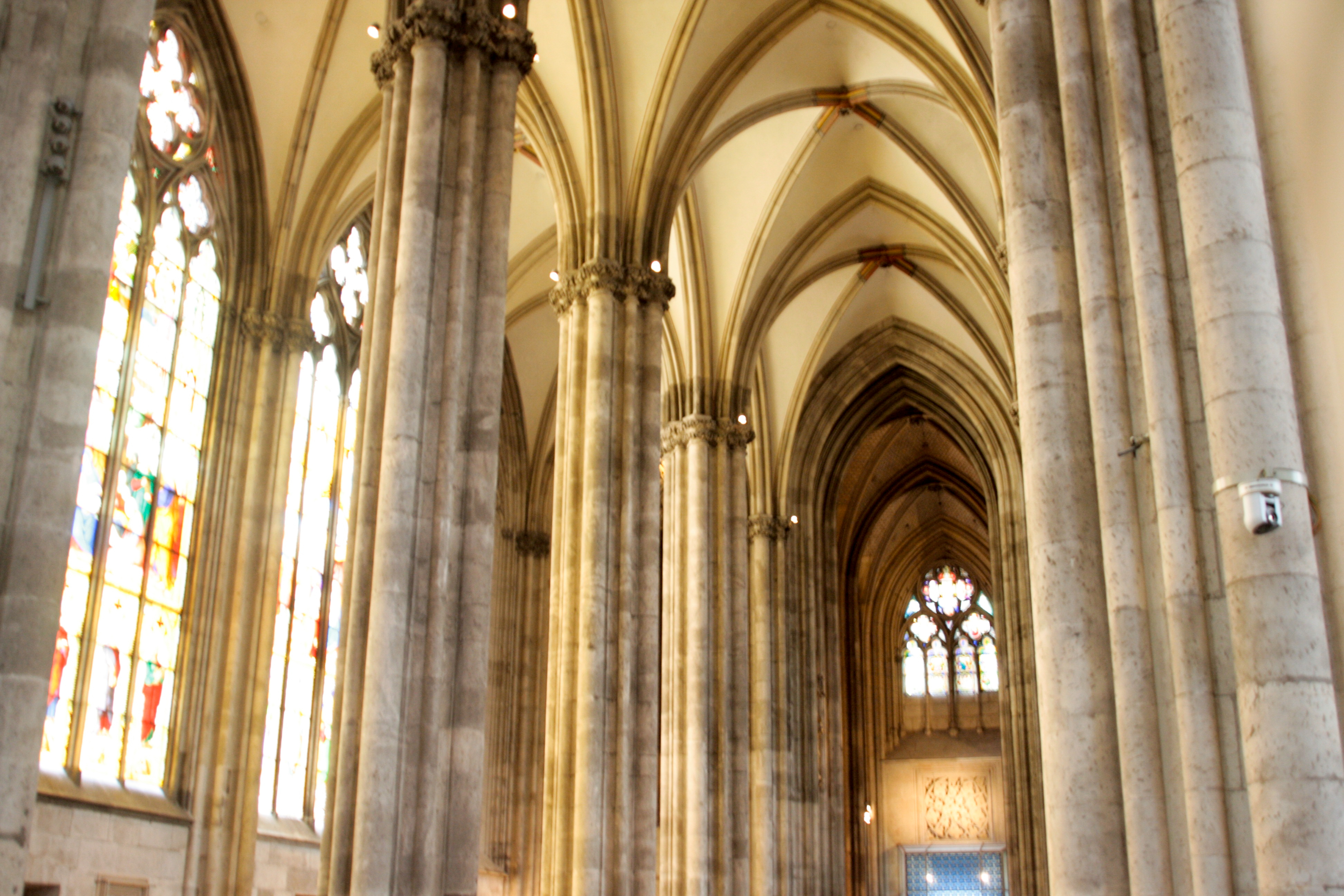
Bündelpfeiler im Kölner Dom
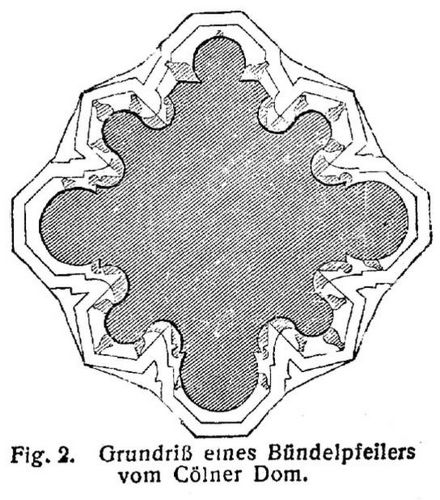
Grundriss eines Bündelpfeilers (Kölner Dom)
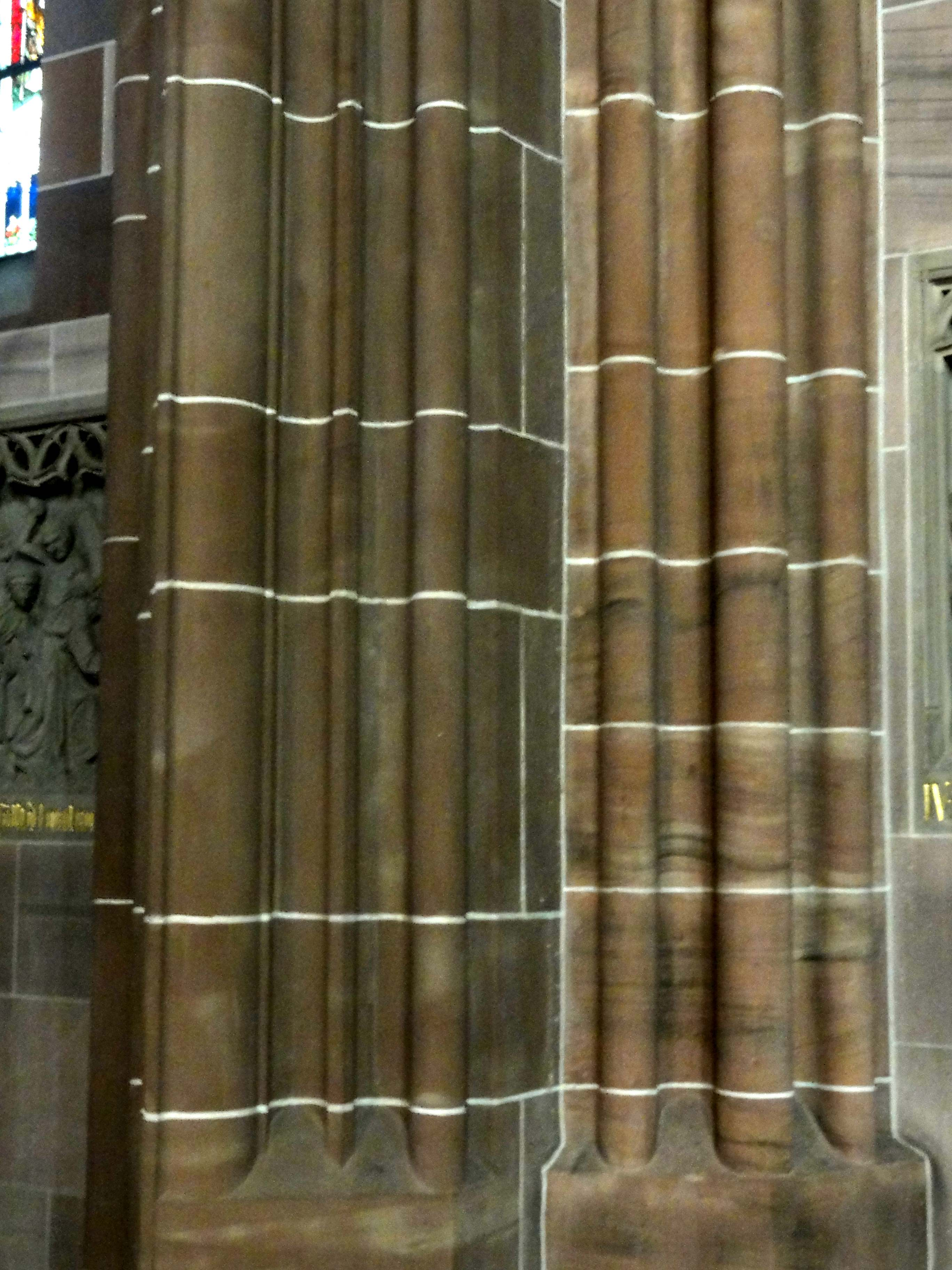
Wellenförmig zu Bündelpfeilern zusammengefasste Dienste (Wallfahrtskirche Mariä Königin, Lautenbach)

## Abgrenzung

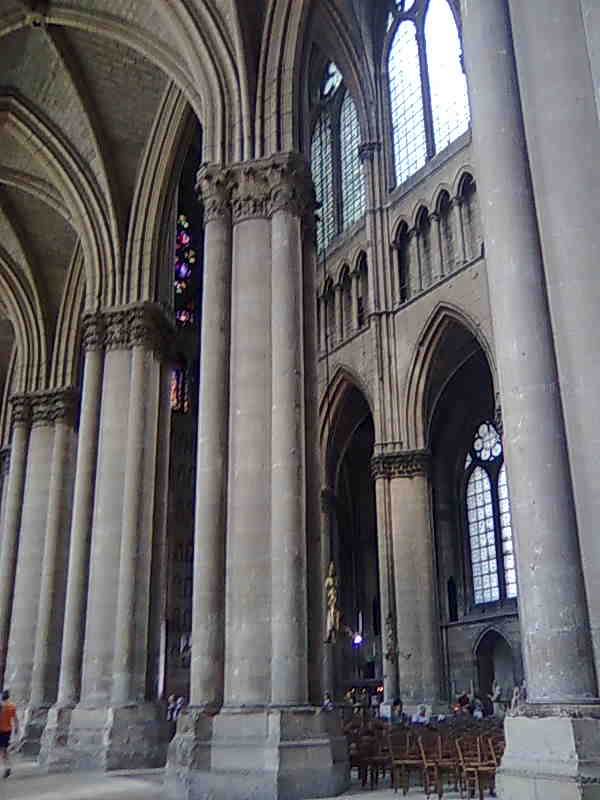
Kantonierter Pfeiler aus miteinander verbundenen Säulen – ohne eckigen Kern (Kathedrale von Reims)

Der Begriff Bündelpfeiler lässt sich nicht eindeutig abgrenzen, insbesondere nicht zum Begriff des Kantonierten Pfeilers (bzw. Gliederpfeilers). In der Entwicklung der gotischen Dienste und Pfeiler werden sehr unterschiedliche Ausformungen mit dem Begriff Bündelpfeiler in Verbindung gebracht. Bei frühen Formen treten die Dienste als Rundstäbe weit aus dem Pfeilerprofil hervor, oder stehen frei neben ihm. Andere Autoren lehnen es allerdings ab, Rundpfeiler, die von anderen schmaleren („jungen“) Rundpfeilern nur umstellt sind, ohne jedoch miteinander zu verschmelzen, wie beispielsweise im Langhaus der Kathedrale von Laon, als Bündelpfeiler zu bezeichnen.